# Regeringen Ekman II

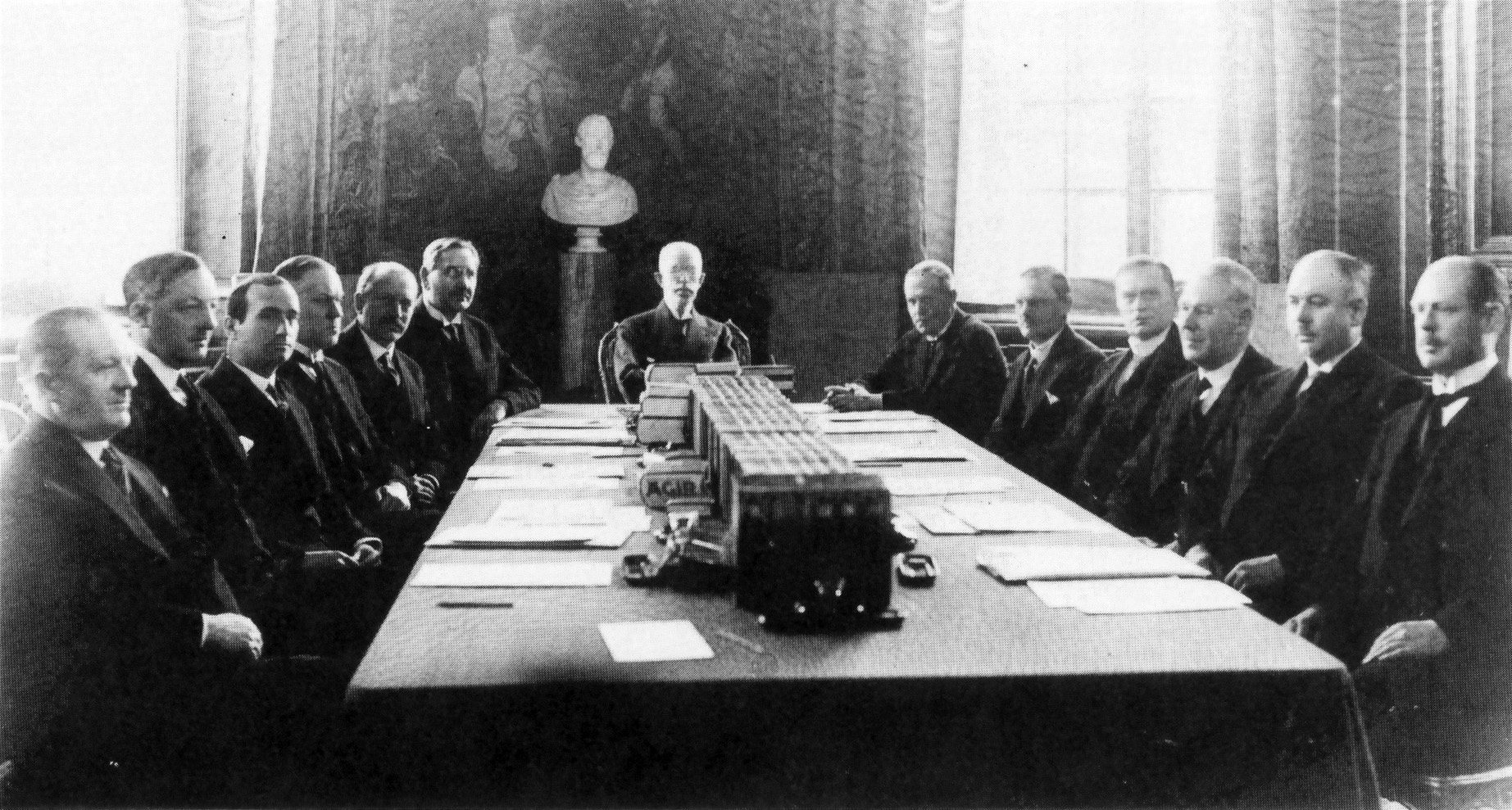
Regeringen Ekman II i konselj

Regeringen Ekman II tillträdde den 7 juni 1930, då C.G. Ekman efterträdde Arvid Lindman som statsminister. Ekman avgick som statsminister den 6 augusti 1932 då han anklagades för att ha blivit mutad av Ivar Kreuger. Han efterträddes av finansminister Felix Hamrin, som bildade sin kortlivade ministär.
| Befattning             | Namn                | Tillträdde       | Avgick           | Parti                  |
| ---------------------- | ------------------- | ---------------- | ---------------- | ---------------------- |
| Statsminister          | Carl Gustaf Ekman   | 7 juni 1930      | 6 augusti 1932   | Frisinnade folkpartiet |
| Finansminister         | Felix Hamrin        | 7 juni 1930      | 6 augusti 1932   | Frisinnade folkpartiet |
| Justitieminister       | Natanael Gärde      | 7 juni 1930      | 6 augusti 1932   | Oberoende liberal      |
| Utrikesminister        | Fredrik Ramel       | 7 juni 1930      | 6 augusti 1932   | Oberoende liberal      |
| Försvarsminister       | Carl Gustaf Ekman   | 7 juni 1930      | 19 juni 1931     | Frisinnade folkpartiet |
| Försvarsminister       | Anton Rundqvist     | 19 juni 1931     | 6 augusti 1932   | Partilös               |
| Socialminister         | Sam Larsson         | 7 juni 1930      | 6 augusti 1932   | Frisinnade folkpartiet |
| Kommunikationsminister | Ola Jeppsson        | 7 juni 1930      | 6 augusti 1932   | Frisinnade folkpartiet |
| Ecklesiastikminister   | Sam Stadener        | 7 juni 1930      | 6 augusti 1932   | Frisinnade folkpartiet |
| Jordbruksminister      | Bo von Stockenström | 7 juni 1930      | 6 augusti 1932   | Frisinnade folkpartiet |
| Handelsminister        | David Hansén        | 7 juni 1930      | 6 augusti 1932   | Frisinnade folkpartiet |
| Konsultativt statsråd  | Ragnar Gyllenswärd  | 7 juni 1930      | 6 augusti 1932   | Frisinnade folkpartiet |
| Konsultativt statsråd  | Åke Holmbäck        | 7 juni 1930      | 6 augusti 1932   | Partilös               |
| Konsultativt statsråd  | Erik Österberg      | 7 juni 1930      | 12 december 1930 | Frisinnade folkpartiet |
| Konsultativt statsråd  | Anton Rundqvist     | 12 december 1930 | 19 juni 1931     | Partilös               |